# Фотографические процессы
Фотографические процессы — совокупность технологий, позволяющая получить фотографическое изображение на фотоматериалах.
- Классические химические способы получения изображения на фотографиях или киноплёнке на светочувствительных фотоматериалах.
- Цифровые и комбинированные способы получения файлов изображений и напечатанных фотографий.
- Электрографические и иные процессы, в которых не происходит химических реакций, но происходит перенос вещества, образующего изображение.

## Исторические монохромные процессы
- Гелиография (1822 год);
- Дагеротипия (1839 год);
- Калотипия (1841 год);
- Мокрый коллодионный процесс (1851 год), а также его разновидности Амбротипия и Тинтайп (ферротипия);
- Желатиносеребряный фотопроцесс (1871 год);

## Исторические способы получения монохромных отпечатков
- Цианотипия (1842 год);
- Альбуминовая печать (1850 год);
- Гумбихроматная фотопечать (1850 год);
- Карбоновая печать (1864 год);
- Артотипия, альбер[то]типия, гелиотипия, коллотипия (1868 год);
- Платиновая печать (1873 год);
- Бромойль (1907 год);
- Палладиевая печать (1914 год);
- Термография — способ размножения или копирования рукописных, печатных и других штриховых чёрно-белых оригиналов при помощи термочувствительных материалов;
- Везикулярный процесс, кальвар-процесс (1950-е);

## Цветные процессы
- Аддитивные методы цветной фотографии
  - Метод последовательной экспозиции
  - Растровые способы
- Субтрактивные методы цветной фотографии
  - Пигментная фотопечать
  - Гидротипный способ цветной фотографии
  - Виражный способ цветной фотографии
  - Цветная фотография на многослойных материалах
- Исторические процессы
  - Процесс Хилла (гелиохромия, цветная дагеротипия, хиллотипия) (1850)
- Фирменные процессы
  - Процесс Липпмана (1891)
  - Autochrome Lumière (1903)
  - Agfacolor
  - Cibachrome
  - Перенос краски
  - Kodachrome
    - Процесс K-12
    - Процесс K-14

  - Ektachrome
    - Процесс E-4
    - Процесс E-6

  - Процесс C-41
- ЦНД-ORWOCOLOR
- ЦО—ORWOCHROM
- ОЧ

## Цифровые фотографические процессы
Подразумевают съёмку цифровым фотоаппаратом, обработку (опционально) изображения на компьютере и получение снимка в виде файла или распечатки на принтере.

## Комбинированные фотографические процессы
- Плёночно-цифровой — экспонированная и обработанная фотоплёнка в дальнейшем сканируется на сканере, и конечным результатом процесса является файл с изображением или распечатка этого файла, сделанная на принтере.
- Цифровой с оптической печатью — полученный с цифрового фотоаппарата файл печатается на классическую фотобумагу и другие традиционные фотоматериалы. Используется чаще всего в художественных целях для получения определённого стиля изображения, или при нанесении изображений на непригодную к печати на цифровом принтере основу (изображения на поверхностях неправильной формы и грубой фактуры, вогнутых и выпуклых), а также для получения долговечных изображений (например, медальон на каменном надгробии).
- Аналоговый с промежуточной цифровой обработкой — фотоплёнка сканируется, изображение обрабатывается в цифровом виде и печатается на классическую фотобумагу или на специальную позитивную плёнку. Применяется при реставрации сильно повреждённых или испорченных в кросспроцессинге плёнок и фотографий.

## Промышленные фотографические процессы
- Фотолитография